# Chat de Geoffroy
Leopardus geoffroyi
Espèce
Répartition géographique
Statut de conservation UICN

 LC  : Préoccupation mineure
Statut CITES
Le chat de Geoffroy (Leopardus geoffroyi syn. Oncifelis geoffroyi) est une espèce de félins qui vit de la Bolivie à la Patagonie.

## Description

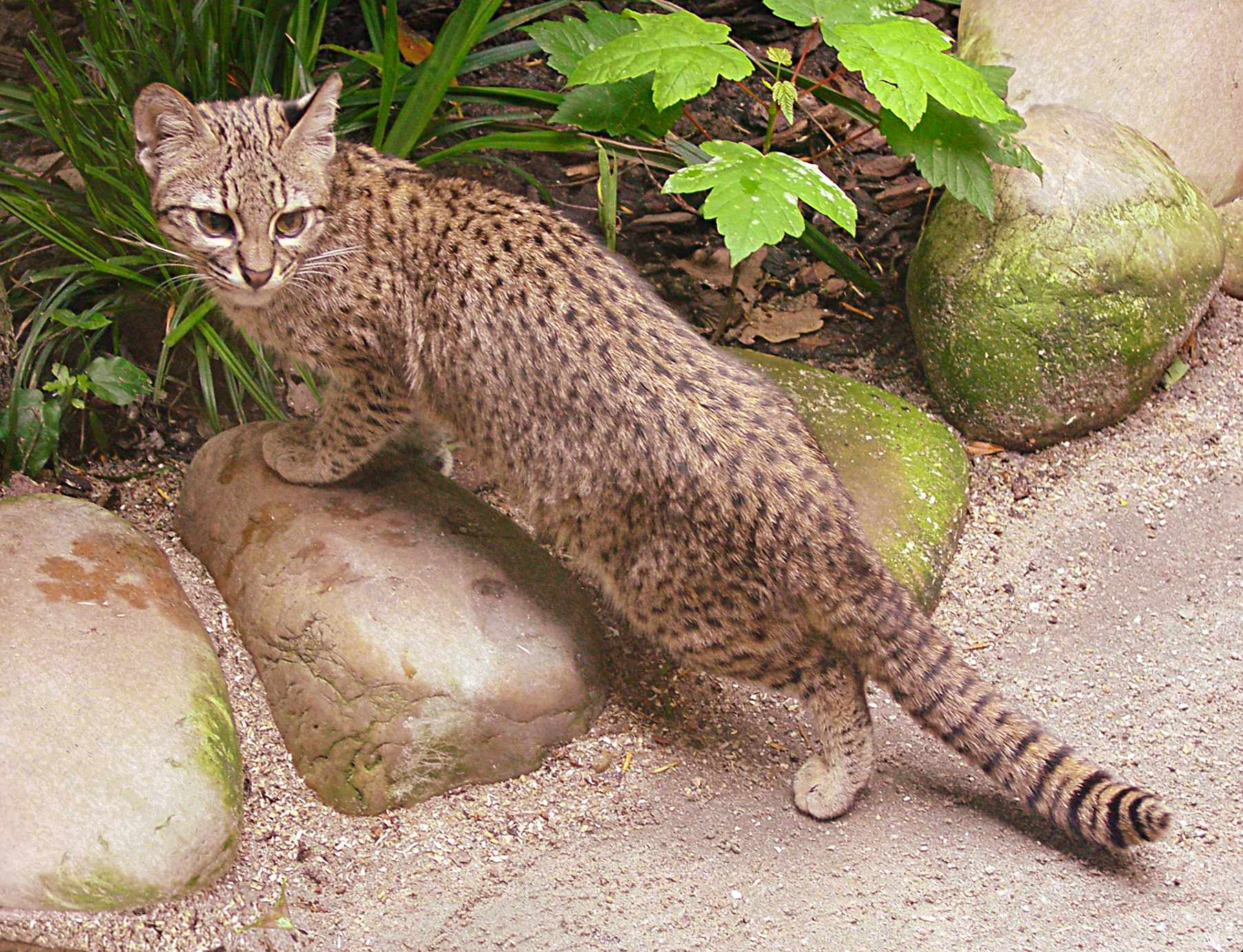
Chat de Geoffroy

Le chat de Geoffroy  a un pelage de couleur jaune ocre dans le nord de son aire de répartition et plutôt gris argenté dans le sud. Il porte de nombreux points noirs, ronds et nets disposés sur les flancs et le dos, et des rayures sur le haut des membres et la queue. On rencontre des formes mélaniques (entièrement noires), surtout dans les régions de forêts denses.

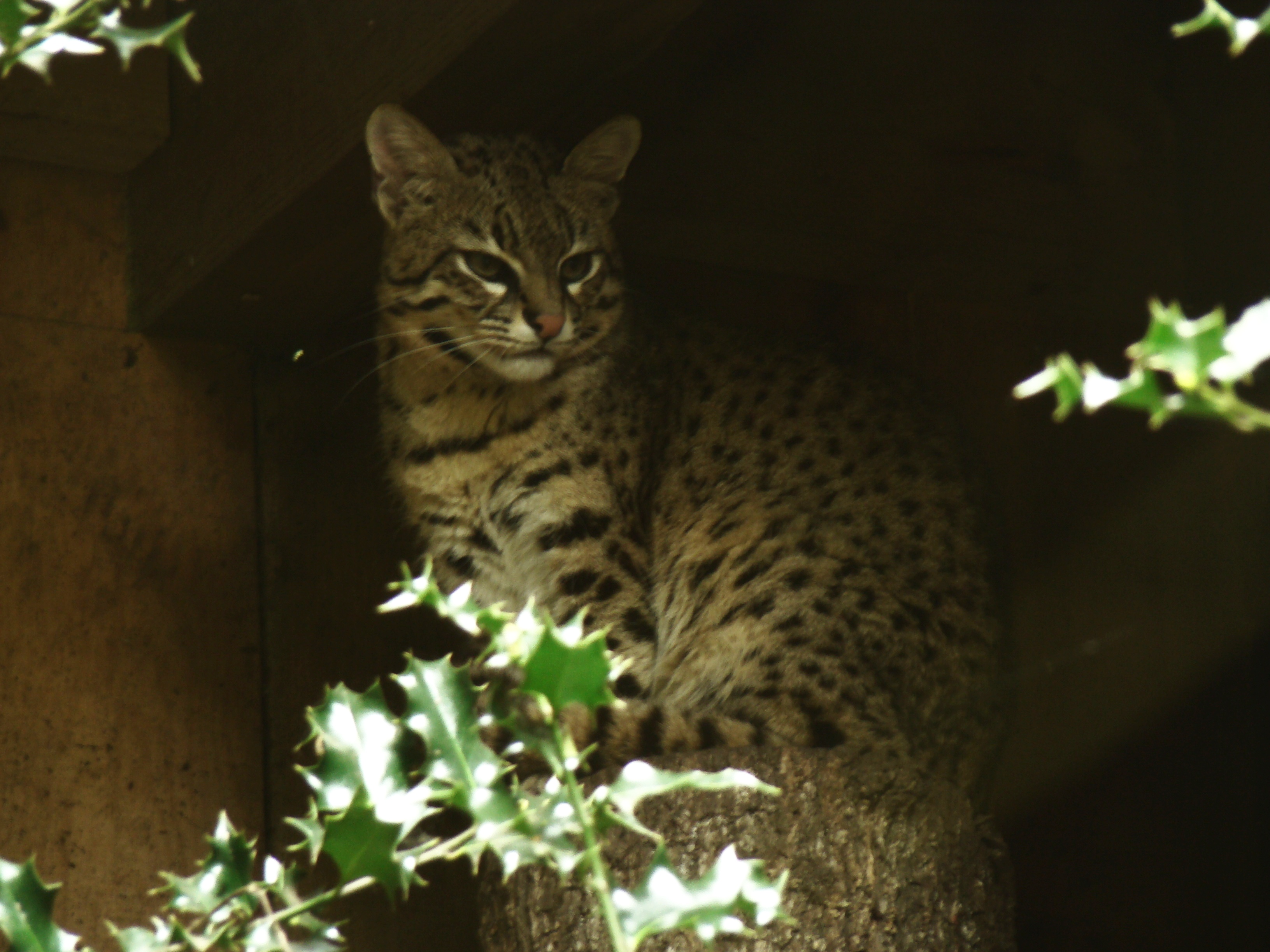
Chat de Geoffroy, Zoo de Pont-Scorff, Morbihan, France

De taille modeste, il peut mesurer 60 cm et peser 5 kg.
Ce chat a été nommé en l'honneur du zoologiste français du XIXe siècle, Étienne Geoffroy Saint-Hilaire (1772-1844), décédé l'année où le chat a été scientifiquement décrit.

## Reproduction
La femelle met au monde entre un et trois petits par portée, au bout d'une durée de gestation de 72 jours, la maturité sexuelle pour les femelles arrive à l'âge de 18 mois et 24 mois pour celle des mâles.
Leur longévité est d'environ 14 ans.

## Régime alimentaire
Ce félin chasse particulièrement les oiseaux, les reptiles (serpents-lézards) et les petits mammifères. Il ne chasse que la nuit.

## Divers

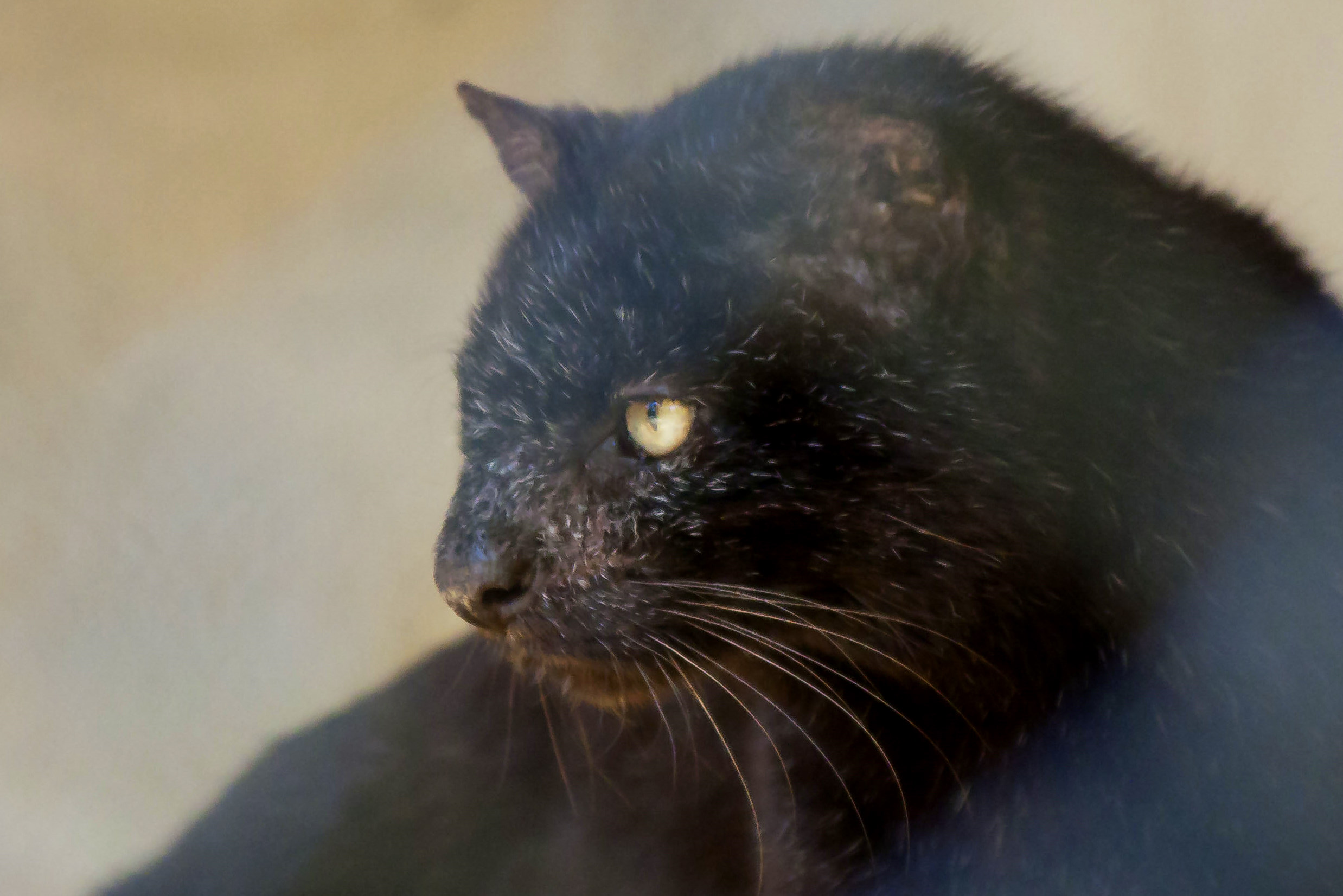
Chat de Geoffroy noir (mélanisme).

Ce petit félin passe la majeure partie de sa vie dans les arbres, où il grimpe avec une rare dextérité. Capturé jeune, il peut supporter la présence de l'homme mais sans jamais se laisser apprivoiser.

## Taxonomie
Arbre phylogénétique du genre Leopardus
|  | Leopardus wiedii - Margay   |
|  |                             |
|  | Leopardus pardalis - Ocelot |
|  |                             |

|  | Leopardus jacobita - Chat des Andes  |
|  |                                      |
|  | Leopardus colocolo - Chat des Pampas |
|  |                                      |

|  | Leopardus tigrinus - Oncille (Chat-tigre) |
|  |                                           |
|  | Leopardus guigna - Guigna (Chat du Chili) |
|  |                                           |
|  | Leopardus geoffroyi - Chat de Geoffroy    |
|  |                                           |

|  | Leopardus jacobita - Chat des Andes  |
|  |                                      |
|  | Leopardus colocolo - Chat des Pampas |
|  |                                      |

|  | Leopardus tigrinus - Oncille (Chat-tigre) |
|  |                                           |
|  | Leopardus guigna - Guigna (Chat du Chili) |
|  |                                           |
|  | Leopardus geoffroyi - Chat de Geoffroy    |
|  |                                           |

|  | Leopardus wiedii - Margay   |
|  |                             |
|  | Leopardus pardalis - Ocelot |
|  |                             |

|  | Leopardus jacobita - Chat des Andes  |
|  |                                      |
|  | Leopardus colocolo - Chat des Pampas |
|  |                                      |

|  | Leopardus tigrinus - Oncille (Chat-tigre) |
|  |                                           |
|  | Leopardus guigna - Guigna (Chat du Chili) |
|  |                                           |
|  | Leopardus geoffroyi - Chat de Geoffroy    |
|  |                                           |

|  | Leopardus jacobita - Chat des Andes  |
|  |                                      |
|  | Leopardus colocolo - Chat des Pampas |
|  |                                      |

|  | Leopardus tigrinus - Oncille (Chat-tigre) |
|  |                                           |
|  | Leopardus guigna - Guigna (Chat du Chili) |
|  |                                           |
|  | Leopardus geoffroyi - Chat de Geoffroy    |
|  |                                           |

La phylogénie s'est longtemps basée sur l'étude des fossiles d'un animal afin de préciser l'apparition et l'évolution d'une espèce. La phylogénie moderne s'appuie essentiellement sur les analyses génétiques en raison du nombre peu important de fossiles de félins. Le premier félin est apparu il y a onze millions d'années.
Les félins ont divergé en huit lignées distinctes. La lignée des ocelots, correspondant au genre Leopardus est la quatrième  par ordre de divergence. Il y a neuf millions d'années, les félins migrent pour la première fois vers le continent américain en passant par la Béringie,.
Le niveau des océans remonte à nouveau au cours du Miocène, et les précurseurs des lignées de l'ocelot, du lynx et du puma se trouvent isolés des populations du vieux continent. La lignée de l'ocelot commence à diverger il y a huit millions d'années. Elle se distingue notamment par un nombre de chromosomes différents de celui des autres lignées : 36 chromosomes au lieu de 38. Durant le Pliocène, il y a deux à trois millions d'années, le niveau des océans baisse à nouveau : l'isthme de Panama émerge et permet aux félins, et notamment à la lignée de l'ocelot, de conquérir l'Amérique du Sud. La diversification en espèces s'opère durant cette période et le dernier ancêtre commun du genre Leopardus est daté d'il y a 2,9 millions d'années.

### Sous-espèces
- Leopardus geoffroyi geoffroyi
- Leopardus geoffroyi euxantha
- Leopardus geoffroyi leucobapta
- Leopardus geoffroyi paraguae
- Leopardus geoffroyi salinarum